# Albrecht II. Habsburský
Albrecht II. Habsburský (16. srpna 1397 Vídeň – 27. října 1439, Neszmély (Nesmily) u Ostřihomi, Uhersko), rakouský vévoda (jako Albrecht V.), byl druhý panovník z dynastie Habsburků na českém trůně (korunován 1438), dále král uherský a římský (1438–1439). Jako český a uherský král byl Albrecht I., jako římský král Albrecht II.

## Dědic Zikmunda Lucemburského
Albrechtův otec zemřel, když mu bylo 7 let, jeho poručníkem se posléze stal Zikmund Lucemburský. V roce 1420 se zúčastnil první křížové výpravy proti husitům, když s Oldřichem z Rožmberka obléhal neúspěšně nově založený Tábor. O dva roky později se stal Zikmundovým zetěm, když si vzal za manželku jeho jedinou dceru Alžbětu a získal také od něj v léno Moravu (v roce 1423).
Alžběta byla dědičkou českého a uherského trůnu, ačkoliv příliš společného s původní uherskou královskou dynastií Arpádovců už neměla, jejich krev už v této době byla ovšem velmi řídká. Co se týče českých předků, jejím dědem byl Karel IV., syn poslední Přemyslovny Elišky. Mezi její předky patřili i Přemysl Otakar I. a jeho druhá manželka Konstancie Uherská, dcera uherského krále Bély III. Sám Albrecht měl mezi předky Bélu IV. Uherského.

## Králem
Zikmund sice označil Albrechta jako svého dědice, ale ten se po jeho smrti v roce 1437 domáhal panovnických práv na mnoha místech poměrně obtížně. Přesto se mu postupně podařilo získat uherskou (korunován 1. ledna 1438), římskou (18. března 1438) i českou (29. června 1438 z rukou pánů a olomouckého biskupa Pavla z Miličína) korunu. V Čechách se proti Albrechtovi postavila strana vedená Ptáčkem z Pirkštejna, která nabízela korunu polskému princi Kazimírovi. Tomuto nespokojenému křídlu husitů se sice opět podařilo ubránit Tábor, avšak polské vojsko se před Albrechtem stáhlo a ten své zájmy tedy uhájil. V Praze nepobyl Albrecht příliš dlouho. Do pražských měst vjel 13. června 1438 a ubytoval se na Králově dvoře na Starém městě. Pozítří 15. června navštívil Pražský hrad, byl přítomen mše, po které se vrátil na Staré Město do Králova dvora. Po 14 dnech, 28. června, opět vyrazil na Hrad, kde byl příští den korunován a následně se týž den vrátil na Staré Město. Na Králově dvoře pobýval až do 21. října 1438, kdy odjel do Slezska a do Prahy se už nikdy nevrátil. Zimu strávil ve Vratislavi a v březnu 1439 odjel přes Olomouc do Uher, jimž hrozilo nebezpečí vpádu osmanských vojsk.

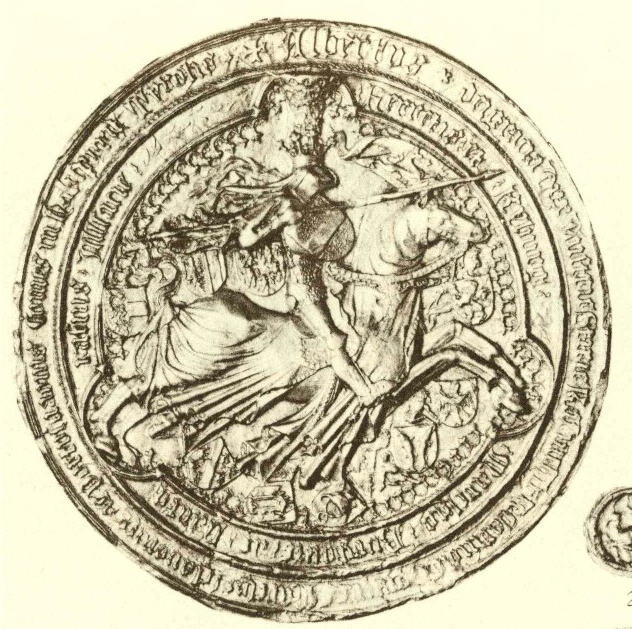
Albrechtova jezdecká pečeť

Při válečném tažení se však nakazil  úplavicí, na kterou na konci října 1439 skonal ve vojenském táboře nedaleko Komárna. Teprve několik měsíců po jeho smrti mu Alžběta porodila syna Ladislava, který získal přídomek Pohrobek. Starší syn Jiří v té době již nežil.
Albrecht II. byl třetí panovník Svaté říše římské z dynastie Habsburků.

## Dědictví potomků Albrechta a Alžběty
Alžběta Lucemburská se snažila hájit dědická práva svého syna na uherský trůn, což se ale podařilo až po její smrti. Ladislav Pohrobek se nakonec v roce 1444, po smrti Vladislava Varnenčika, stal uherským králem. Správcem království po dobu Ladislavovy nezletilosti se stal sedmihradský vojvoda János Hunyady. V Čechách byla situace složitější, zemi spravovaly zemské sněmy. Českým králem byl Ladislav uznán až v roce 1453. Správcovskou funkci vykonával Jiří z Poděbrad.
Starší dcera Albrechta a Alžběty Lucemburské Anna (1432–1462) se provdala za Viléma Saského. Druhá dcera Alžběta Habsburská (*1436) se později provdala za Kazimíra IV. Jagellonského a stala se polskou královnou a litevskou velkokněžnou. Polská královna Alžběta byla matkou pozdějšího českého krále Vladislava Jagellonského, který tak měl dynastické spojení nejen s Jagellonci, ale i Lucemburky a Habsburky.

## Potomci
Dne 28. září 1421 se Albrecht v Praze oženil s českou a uherskou princeznou Alžbětou Lucemburskou (1409–1442), dcerou císaře Zikmunda. Měli spolu čtyři děti:
- Anna Habsburská (12. dubna 1432 – 14. listopadu 1462), ⚭ 1446 Vilém III. Saský (30. dubna 1425 – 17. září 1482), míšeňský markrabě a durynský lankrabě
- Jiří (*/† 16. února 1435)
- Alžběta Habsburská (1436 – 30. srpna 1505), ⚭ 1454 Kazimír IV. Jagellonský (30. listopadu 1427 – 7. června 1492), velkokníže litevský a polský král
- Ladislav Pohrobek (22. února 1440 – 23. listopadu 1457), král uherský a český a vévoda rakouský

## Vývod z předků
|                         |                          |  |                          |                           |  |  |  |  |  |  |  | Albrecht I. Habsburský |
|                         |                          |  |                          |                           |  |  |  |  |  |  |  |                        |
|                         | Albrecht II. Moudrý      |  |                          |                           |  |  |  |  |  |  |  |                        |
|                         |                          |  |                          |                           |  |  |  |  |  |  |  |                        |
|                         |                          |  |                          | Alžběta Goricko-Tyrolská  |  |  |  |  |  |  |  |                        |
|                         |                          |  |                          |                           |  |  |  |  |  |  |  |                        |
|                         | Albrecht III. Habsburský |  |                          |                           |  |  |  |  |  |  |  |                        |
|                         |                          |  |                          |                           |  |  |  |  |  |  |  |                        |
|                         |                          |  |                          | Oldřich III.z Pfirtu      |  |  |  |  |  |  |  |                        |
|                         |                          |  |                          |                           |  |  |  |  |  |  |  |                        |
|                         | Johana z Pfirtu          |  |                          |                           |  |  |  |  |  |  |  |                        |
|                         |                          |  |                          |                           |  |  |  |  |  |  |  |                        |
|                         |                          |  |                          | Johana Burgundská         |  |  |  |  |  |  |  |                        |
|                         |                          |  |                          |                           |  |  |  |  |  |  |  |                        |
|                         | Albrecht IV. Rakouský    |  |                          |                           |  |  |  |  |  |  |  |                        |
|                         |                          |  |                          |                           |  |  |  |  |  |  |  |                        |
|                         |                          |  |                          | Jan II. Norimberský       |  |  |  |  |  |  |  |                        |
|                         |                          |  |                          |                           |  |  |  |  |  |  |  |                        |
|                         | Fridrich V. Norimberský  |  |                          |                           |  |  |  |  |  |  |  |                        |
|                         |                          |  |                          |                           |  |  |  |  |  |  |  |                        |
|                         |                          |  |                          | Alžběta z Hennebergu      |  |  |  |  |  |  |  |                        |
|                         |                          |  |                          |                           |  |  |  |  |  |  |  |                        |
|                         | Beatrix Norimberská      |  |                          |                           |  |  |  |  |  |  |  |                        |
|                         |                          |  |                          |                           |  |  |  |  |  |  |  |                        |
|                         |                          |  |                          | Fridrich II. Míšeňský     |  |  |  |  |  |  |  |                        |
|                         |                          |  |                          |                           |  |  |  |  |  |  |  |                        |
|                         | Alžběta Míšeňská         |  |                          |                           |  |  |  |  |  |  |  |                        |
|                         |                          |  |                          |                           |  |  |  |  |  |  |  |                        |
|                         |                          |  |                          | Matylda Bavorská          |  |  |  |  |  |  |  |                        |
|                         |                          |  |                          |                           |  |  |  |  |  |  |  |                        |
| Albrecht II. Habsburský |                          |  |                          |                           |  |  |  |  |  |  |  |                        |
|                         |                          |  |                          |                           |  |  |  |  |  |  |  |                        |
|                         |                          |  | Ludvík II. Hornobavorský |                           |  |  |  |  |  |  |  |                        |
|                         |                          |  |                          |                           |  |  |  |  |  |  |  |                        |
|                         | Ludvík IV. Bavor         |  |                          |                           |  |  |  |  |  |  |  |                        |
|                         |                          |  |                          |                           |  |  |  |  |  |  |  |                        |
|                         |                          |  |                          | Matylda Habsburská        |  |  |  |  |  |  |  |                        |
|                         |                          |  |                          |                           |  |  |  |  |  |  |  |                        |
|                         | Albrecht I. Bavorský     |  |                          |                           |  |  |  |  |  |  |  |                        |
|                         |                          |  |                          |                           |  |  |  |  |  |  |  |                        |
|                         |                          |  |                          | Vilém I. Henegavský       |  |  |  |  |  |  |  |                        |
|                         |                          |  |                          |                           |  |  |  |  |  |  |  |                        |
|                         | Markéta II. Henegavská   |  |                          |                           |  |  |  |  |  |  |  |                        |
|                         |                          |  |                          |                           |  |  |  |  |  |  |  |                        |
|                         |                          |  |                          | Jana z Valois             |  |  |  |  |  |  |  |                        |
|                         |                          |  |                          |                           |  |  |  |  |  |  |  |                        |
|                         | Johana Žofie Bavorská    |  |                          |                           |  |  |  |  |  |  |  |                        |
|                         |                          |  |                          |                           |  |  |  |  |  |  |  |                        |
|                         |                          |  |                          | Boleslav III. Marnotratný |  |  |  |  |  |  |  |                        |
|                         |                          |  |                          |                           |  |  |  |  |  |  |  |                        |
|                         | Ludvík I. Břežský        |  |                          |                           |  |  |  |  |  |  |  |                        |
|                         |                          |  |                          |                           |  |  |  |  |  |  |  |                        |
|                         |                          |  |                          | Markéta Přemyslovna       |  |  |  |  |  |  |  |                        |
|                         |                          |  |                          |                           |  |  |  |  |  |  |  |                        |
|                         | Markéta Břežská          |  |                          |                           |  |  |  |  |  |  |  |                        |
|                         |                          |  |                          |                           |  |  |  |  |  |  |  |                        |
|                         |                          |  |                          | Jindřich IV. Věrný        |  |  |  |  |  |  |  |                        |
|                         |                          |  |                          |                           |  |  |  |  |  |  |  |                        |
|                         | Anežka Hlohovská         |  |                          |                           |  |  |  |  |  |  |  |                        |
|                         |                          |  |                          |                           |  |  |  |  |  |  |  |                        |
|                         |                          |  |                          | Matylda Braniborská       |  |  |  |  |  |  |  |                        |
|                         |                          |  |                          |                           |  |  |  |  |  |  |  |                        |